# 満洲国の郵便史

満洲国郵政旗

満洲国の郵便史（まんしゅうこくのゆうびんし）では満洲国の郵便に関して記述する。

## 満洲国郵政成立以前
従来、東三省の郵便事業は中華郵政が行っていた。この中華郵政は大清郵政の継承機関であり中華民国の国家機関であったが、首脳陣が欧州出身者であることもあり、独立性を維持していた。実際に辛亥革命では清朝と革命派双方に「臨時中立」を宣言したほか、1920年代の軍閥同士による内乱で中国国内が分裂していた時期でも郵便事業の一体性はほぼ維持されていた。その後の日中戦争においても中華郵政は中国共産党の根拠地を除けば日本の占領地とも郵便物の送達を維持していたほどであった。

## 満洲国郵政の成立

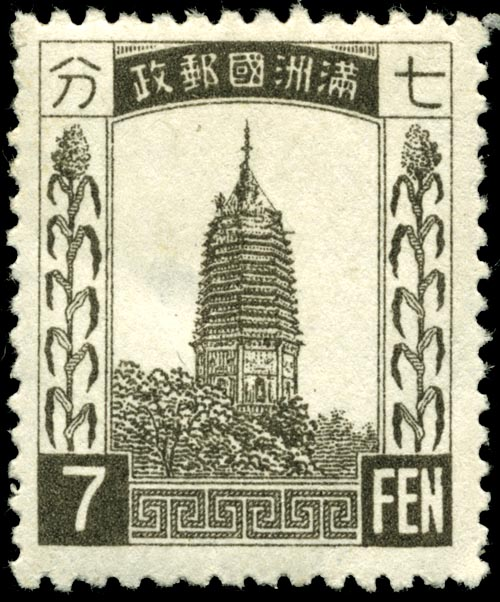
満洲国最初の切手（1932年発行）

満洲国は中華郵政の設備および人員を1932年（大同元年）8月1日をもって接収する予定であった。しかし中華民国交通部は7月23日に東三省の中華郵政を全面的に閉鎖する宣言をした。そのため該当地域にいた中華郵政の大半の職員は7月25日までに逃亡した。この事態に満洲国政府は翌7月26日に設備・人材等を接収し、同日から「満洲国郵政」名義による郵政事業を開始した。しかし、職員の大半を失っていたため、当初の業務に支障が生じたが、失業者が大量に応募してきたことから習熟度は別として補充はついた。

### 南満洲鉄道附属地の郵便局
1937年（昭和12年/康徳4年）12月1日に南満洲鉄道附属地が満洲国に委譲されると、57の郵便局はそのまま満洲国の郵政局に、64の郵便取扱所は39が廃止となり残りの25が郵政弁事所として存続した。

## 満華通郵切手

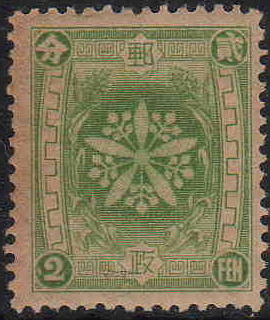
満華通郵2分切手（1935年発行）

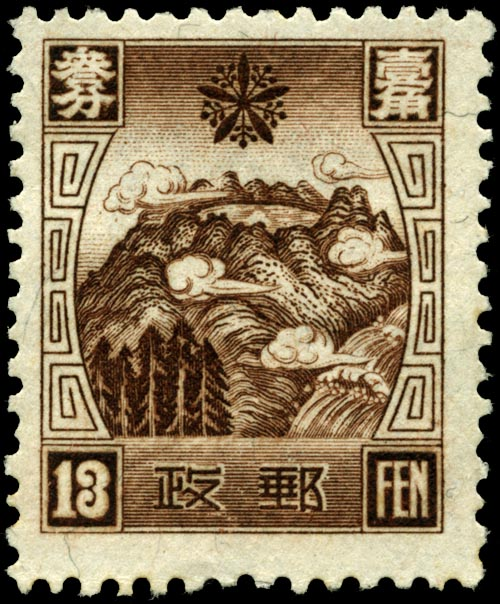
満華通郵13分切手（1937年発行）

中華郵政は満洲国が発行した切手を無効とした。しかし満洲から送られてきた郵便物を送り返す措置はとらなかった。その代わり郵便料金は未納、すなわち切手ではない「ラベル」として、不足料切手（未納の郵便料金を取り立てる切手）を添付し受取人から徴収した。なお中華民国以外の国で満洲国の切手を貼った郵便物を受取拒否したり無効扱いにした国はなかったが、これは日本の占領地で発行された切手と見なされていたに過ぎないためであった。また、満洲国を「国家」として承認したのはビルマ国など日本の傀儡政権を除けば最大13ヶ国に過ぎなかった。
しかし、日本と中華民国は満洲事変の停戦協定である塘沽協定を1933年（昭和8年）5月31日に締結し、両国の軍隊は所定のラインまで後退したことから、中華民国は事実上満洲国の存在を追認せざるをえなくなった。その後1934年（康徳元年）9月から、双方の代表者の協議が始まり、同年11月24日に両国間で双方の郵便物交換に関する満華通郵協定が成立し、1935年（康徳2年）1月1日から停止されていた郵便物交換が再開された。この時に発行されたのが「満華通郵切手」である。
この「満華通郵切手」は中国本土との郵便物に添付するために発行されたものであった。満華通郵協定には、満洲国からの郵便物に貼られる切手には「満洲国」の国名表記を用いない、消印に満洲国独自の年号は使用しない、消印の地名には「新京」といった満洲国独自のものは使用しないという取決めがあった。そのため、国名表記を取り除いた専用切手が発行されていた。
ただし、この図案には満洲国の国章である蘭花紋章が描かれていた。また、用意された図案2種類のうち、もうひとつには満洲族が聖地としていた長白山（日本では一般的に朝鮮側呼称の白頭山が用いられる）の天池が描かれており、満洲国の切手であるのは明白であった。また発行された切手の中には「満洲帝国郵政」の文字入りのすかしが漉き込まれた用紙に印刷されているものもあった。なお、この切手は1935年にオフセット印刷で2,4,8,12分の額面のものが発行され、同年3月に前述の文字入りすかしの切手が発行された。また1936年には凹版印刷の切手に変更され、1937年4月1日に2.5,5,13分の額面が追加された。後者の切手には印刷面が小さくなった再販切手がある。これらは満洲国滅亡まで使われることになった。
なお、中華民国側に引き渡される郵便物の中には、満洲年号の消印が押されたものや、満洲国表記のある切手が使われることは避けられなかった。この場合には、中華民国側で協定違反であるとして年号と国名を黒塗りにしたうえで、切手を無効としている。ただし、以前のように受取人から郵送料を取り立てるのではなく、両国の交換郵便局があった山海関で満洲国側が不足する郵便料金を支払う措置がとられたという。

## 満日郵便条約
日本と満洲国との間で郵便物、郵便為替及び郵便振替の交換を行い、かつ相手国より委託された内国郵便物の逓送を行うことを目的として、1935年(昭和10年/康徳2年)12月26日に両国間で日本国満洲国間郵便業務ニ関スル条約(昭和10年条約第10号)が締結された。

## 崩壊

### 満洲国最後の切手

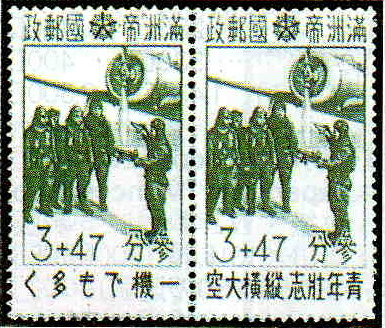
航空機購入募金切手（1945年発行予定）

満洲国で最後に発行された切手は、1945年（康徳12年）5月2日に発行された満洲国皇帝の訓民詔書10周年の記念切手であった。この記念切手は、詔書の「一徳一心」を1938年に溥儀の皇宮として作られた同徳殿の瓦の文様風に再現したものを図案としていた。
最後に企画された切手（不発行切手）は飛行機購入寄附金付切手である。この切手は、日本からの戦争への協力の求めに応じ、寄付金を国防献金として戦闘機3機を献納しようと1943年に満洲国交通部で企画したものであった。そもそも満洲国は第二次世界大戦では連合国に対し宣戦布告をしていなかった。これは連合国の一員であるソ連に軍事侵攻される口実を与えるおそれがあったからである。
切手自体は額面3分に寄附金47分のものと、額面6分に寄附金44分のものを2種類ずつ用意された。それぞれ日本語と中国語で標語が付けられていたが、内容は異なっていた。額面3分には「1機でも多く」と「青年荘志縦横大空」、額面6分には「大空へ征かう」と「献納飛機撃滅宿敵」であった。印刷は日本の印刷局に発注され、1944年10月以前には満洲国に引き渡されていた。しかし担当者に届いたのはさらに数ヶ月先であった。その間に郵便料金が改定されていた（改定は1944年10月である）ことから額面変更が議論され、3分切手は額面5分に寄附金95分、6分切手は額面10分に寄附金90分と、当初の販売予定価格の2倍にすることとし、額面を改訂した加刷で対応することにした。また発行日は航空日にあたる1945年9月20日にすることとなった。
しかし、満洲国は8月18日に崩壊し、切手の発行目的も発売する組織も喪失した。そのため、切手は不発行となり倉庫で放置されていた。多くは戦禍のなかで滅失したが、その一部が盗難に遭い市場に横流しされた。少なくとも20～30セットが現存しており、オークションに出品されれば高額で競り落とされるほど人気があるという。

## 関連図書
- 貴志俊彦『満洲国のビジュアル・メディア――ポスター・絵はがき・切手』吉川弘文館、2010